# الاختلاف غير المبرر
الإختلاف غير المبرر أو ما يسمى بي ( الاختلاف الجغرافي) يُعرف في تقديم خدمات الرعاية الصحية الى اختلاف نمط الممارسة الطبية الذي لا يمكن تفسيرة بالمرض أو الحاجة الطبية أو إملاءات الطب المسند بالأدلة. إنه أحد أسباب الرعاية المتدنية القيمة التي غالباً ما تتجاهلها الأنظمة الصحية.

## التعريف
يعرف الاختلاف غير المبرر أو ما يسمى ( بالاختلاف الجغرافي) في تقديم خدمات الرعاية الصحية إلى الاختلافات التي لا يمكن تفسيرها بالتفضيل الشخصي او المرض او الحاجة الطبية أو إملاءات الطب المسند بالأدلة. المصطلح عَبر عنه الدكتور جون وينبيرج .، يكشف الاختلاف غير المبرر عن ثلاثة مجالات: الإفراط في استخدام العلاجات ( أو الإدمان في الاستخدام) بحيث تضر أكثر مما تنفع  قلة استخدام العلاجات بحيث لا يتم توفير تدخلات فعالة من حيث التكلفة وعدم المساواة في الرعاية ( مجموعة فرعية من قلة الاستخدام) مثل عدم حصول أجزاء من السكان على العلاج ،ربما بسبب خبراتهم الاجتماعية. رعاية حساسة للإمداد ، والتي ترتبط ارتباطاً وثيقاً بسعة موارد نظام الرعاية الصحية ويتم تقديمها بشكل عام في غياب الأدلة الطبية والنظرية السريرية. كما أنه يؤدي الى عدم المساواة لأن من ينتمون الى خلفيات فقيرة غالباً ما يكونون أقل ربحية أو لديهم احتياجات أكثر تعقيداً.

## التاريخ
نشرت جيه أليسون جلوفر ورقة توضح الاختلافات غير المبررة في معدلات استئصال اللوزتين عبر مناطق المدارس البريطانية  في مجلة الجمعية الملكية للطب في عام 1938، قام جون ( جاك وينبيرج) بتحليل بيانات لتحديد مدى جودة خدمة المستشفيات والأطباء لمجتمعاتهم في 1967، يوجد أربعة أنواع من التباين: قلة استخدام الرعاية الفعالة والاختلافات في النتائج التي تُعزي إلى جودة الرعاية واساءة استخدام العلاجات التي تراعي التفضيل والإفراط في استخدام الخدمات الحساسة للإمداد، وفقاً لهيلث دايلوق وهي شركة خاصة هادفة للربح لإدارة الأمراض تم إنشاؤها لمعالجة الاختلاف غير المبرر:
إذا كنت تعيش في شمال ولاية أيداهو وكنت تعاني من آلام الظهر فمن المحتمل أن تخضع لعملية جراحية لعلاج ألمك، ومع ذلك في حال انتقلت إلى الطرف الجنوبي من تكساس ستنخفض احتمالية خضوعك لتلك الجراحة نفسها الجراحة ليست أكثر فاعلية في ولاية أيداهو مما هي عليه في تكساس، لكن كل ما في الأمر هو أن الأطباء في الشمال الغربي أكثر عرضة  للتوصية بالجراحة من أولئك الموجودين في جنوب تكساس، تسمى هذه الظاهرة التي يمارس فيها الأطباء الطب بشكل مختلف اعتمادًا على المكان الذي ينتمون إليه تباين نمط الممارسة، لا يقتصر الأمر على علاج آلام الظهر أو حتى القرارات الجراحية. يوجد أيضًا تباين في علاج الحالات المزمنة مثل استخدام حاصرات بيتا للأفراد المصابين بقصور القلب الاحتقاني (CHF) أو اختبار الدهون لمرضى السكري.( بحاجة لمصدر كامل) قام وينبيرج وزملاؤه في مركز دارتموث للعلوم السريرية التقييمية بتوثيق هذه الاختلافات الواسعة في كيفية ممارسة الرعاية الصحية في جميع أنحاء الولايات المتحدة وقد أكدوا أن معظم هذا الاختلاف غير مبرر، تم إنشاء (هيلث دايولاق) لمعالجة التباين غير المبرر في الرعاية الصحية: الإفراط في استخدام الرعاية الطبية وسوء استخدامها، وصل وينبيرج وزملاؤه إلى أنه إذا أمكن تقليل الاختلاف غير المبرر في نظام الرعاية الصحية في الولايات المتحدة فإن جودة الرعاية ترتفع وتنخفض تكاليف الرعاية الصحية، أظهرت الدراسات أنه إذا أمكن تقليل الاختلاف غير المبرر في مجتمع الرعاية الطبية فإن جودة الرعاية سترتفع بشكل كبير ويمكن خفض التكاليف بنسبة تصل إلى 30٪.

## امتداد
الاختلاف غير المبرر في الممارسة الطبية مكلف ومميت كما لاحظ مارتن سيبكوف ، في تسعة طرق لتقليل الاختلاف غير المبرر. كشف تحليل بيانات (ميدي كير)أن نصيب الفرد من الإنفاق على كل منتسب في ميامي كان يقارب 2.5 ضعف ما هو عليه في مينيابوليس ، حتى بعد تعديل البيانات الخاصة بالعمر والجنس والعرق. وفقًا لتقرير صدر عام 2003 عن اللجنة الوطنية لضمان الجودة ، مات 57000 شخص سنويًا لأن الأطباء الأمريكيين لم يستخدموا الطب بالأدلة لتوجيه رعايتهم.
وقالت مارجريت أوكان ، رئيسة المجلس الوطني للجودة والنوعية: "نحن بالفعل نموت، نحن بالفعل نموت وننتظر ممارسة الطب لمواكبة المعرفة الطبية". ويقول تقرير "حالة جودة الرعاية الصحية لعام 2003" إن الوفيات "يجب عدم الخلط بينها وبين تلك التي تُعزى إلى الأخطاء الطبية أو عدم الحصول على الرعاية الصحية. يظهر هذا التقرير أن ألف أمريكي يموتون كل أسبوع بسبب الرعاية التي يقومون بها. الحصول على الرعاية لا يتوافق مع الرعاية التي تخبرنا العلوم الطبية أنها يجب أن يحصلوا عليها.

## الولايات المتحدة
تشير الدراسات إلى أن الأفراد المصابين بداء السكري يجب أن يخضعوا لمراقبة دهون الدم بانتظام ، ومع ذلك فإن احتمال تلقي المرضى في شيكاغو لهذه الاختبارات أقل بنسبة 50٪ من المرضى في فورت لودرديل. المريض المصاب بأمراض القلب في بلومنجتون ، إنديانا ، أكثر عرضة بثلاث مرات للخضوع لجراحة المجازة من مريض مماثل في البوكيرك. في ميامي ، حيث الخدمات الطبية وفيرة ، يدفع برنامج Medicare أكثر من ضعف ما يدفعه للفرد سنويًا كما هو الحال في مينيابوليس ، مع عدم وجود فرق ملحوظ في الصحة العامة أو متوسط العمر المتوقع.

## NHS إنجلترا
نشر برنامج QIPP Right Care التابع لوزارة الصحة أول أطلس NHS للتنوع في الرعاية الصحية في نوفمبر 2010، مستوحى من أعمال Wennberg. اختار الأطباء 34 موضوعًا ، باعتبارها مهمة لتخصصهم ، والتي تم تحديدها من قبل منطقة ثقة الرعاية الأولية ، ثم هيئة تكليف الرعاية الصحية. نشر الأطلس لتحدي المفوضين لتحقيق أقصى قدر من النتائج الصحية وتقليل عدم المساواة من خلال معالجة التباين غير المبرر:
"الوعي هو الخطوة الأولى المهمة في تحديد ومعالجة التباين غير المبرر ؛ إذا كان وجود الاختلاف غير معروف ، فإن الجدل حول ما إذا كان غير مبرر لا يمكن أن يحدث.
كشف أطلس 2010 عن اختلافات واسعة النطاق في النتائج والجودة والتكلفة والنشاط:
- أوصى الاختلاف المزدوج بين السلطات الصحية الإستراتيجية في حدوث عمليات بتر كبيرة لكل 1000 مريض مصاب بداء السكري من النوع 2 المسجل واختلاف خمسة أضعاف في النسبة المئوية للأشخاص المصابين بمرض السكري الذين يتلقون NICE أوصى بتسع عمليات رعاية رئيسية.
- تباين أربعة أضعاف في المعدل المعياري المباشر للقبول الاختياري في الأشخاص الذين تم تشخيص إصابتهم بالصرع لكل 100،000 من السكان.
- تباين ثلاثة أضعاف في النسبة المئوية للمرضى الذين يدخلون المستشفى والذين يقضون 90٪ من وقتهم في وحدة السكتة الدماغية.
- تباين أربعة أضعاف في حالات الربو في حالات الطوارئ للأطفال والشباب.
- تباين ستة أضعاف في توفير استبدال مفصل الورك لكل 1000 شخص محتاج.
- تباين مزدوج في إنفاق مرضى السرطان لكل 1000 من السكان.

تم نشر أطلس موسع آخر في نوفمبر 2011 ، لرسم خرائط للتباين عبر 71 مؤشرًا وسلسلة متابعة من الأطلس تركز على موضوعات محددة بعمق أكبر مثل الأطفال والشباب والسكري وأمراض الكلى وأمراض الجهاز التنفسي. (بحاجة الى مصدر) يتناول الأطلس القادم أمراض الكبد والتشخيص والتبرع بالأعضاء وزرع الأعضاء.( بحاجة الى مصدر)
نشرت وزارة الصحة تفويضًا لمجلس تكليف NHS الجديد في عام 2012 فيما يتعلق بالتنوع في الرعاية الصحية ، كلف التفويض مجلس الإدارة بمسؤولية "تسليط الضوء على التباين" وإحراز تقدم كبير في تقليل التباين غير المبرر لن يُقاس النجاح فقط من خلال متوسط مستوى التحسين ولكن أيضا من خلال التقدم المحرز في الحد من التفاوتات الصحية والتباين غير المبرر.
تم العثور على معدلات كوفد 19مرتبطة بالتغيرات غير المبررة أيضًا. في دراسة نُشرت في عام 2022 في المجلة البريطانية لإدارة الرعاية الصحية ،تم العثور على ارتباط كبير بين البطالة الطويلة واحتمال الوفاة من كوفد 19 في إنجلترا. كانت المناطق ذات النسب الأعلى من الأفراد من خلفيات الأقليات السوداء والآسيوية والعرقية أيضًا أكثر عرضة لمعدلات دخول المستشفى والوفيات بسبب كوفد 19.

## إطار عمل طاقم الرعاية والتمريض في إنجلترا
في أبريل 2016 ، أطلقت جين كامينغز ، كبير مسؤولي التمريض (CNO) في إنجلترا ، إطارًا استراتيجيًا وطنيًا للممرضات والقابلات وموظفي الرعاية في إنجلترا يسمى التغيير الرائد ، إضافة القيمة. يحدد هذا الإطار الالتزامات العشرة للممرضات والقابلات وموظفي الرعاية في إنجلترا لتحديد ومعالجة التباين غير المبرر في ممارسة الرعاية. يعتمد إطار العمل على استراتيجية CNO السابقة "التعاطف في الممارسة"  ويحدد نهج طاقم التمريض والقبالة والرعاية لتلبية الأهداف الثلاثية المتمثلة في "تحسين النتائج الصحية وتقليل فجوة جودة الرعاية والاستخدام الفعال للموارد" على النحو المنصوص عليه في نظرة مستقبلية لخمس سنوات من وزارة الصحة. إن الإجراءات الإحتياطية إلى معالجة الاختلاف غير المبرر في التمريض والقبالة وتقديم الرعاية تستند إلى القيم( بحاجة الى توضيح )ويتم تطوير إطار للمهارات والمعرفة لدعم الموظفين في الوفاء بالالتزامات العشرة المنصوص عليها في الإطار.

## أنظر أيضاً
- رعاية صحية غير ضرورية

## روابط خارجية
- Presentation on unwarranted Variation dhslides.org Dr. John Wennberg dhslides.org الدكتور جون وينبيرج
- The complete Right Care Atlas series is available as PDF downloads and as interactive InstantAtlas(tm) version on Right Care تتوفر سلسلة Right Care Atlas الكاملة كتنزيلات PDF ونسخة تفاعلية فورية أطلس (TM) على Right Care
- Phil DaSilva, Joint National Lead for Right Care, in conversation with Jack Wennberg on the NHS Atlas Phil DaSilva ، القائد الوطني المشترك للرعاية الصحيحة ، في محادثة مع جاك وينبرغ في NHS Atlas
- Right Care Essential Reading List: Unwarranted variation in health care - with an introduction by Sir Muir Gray September 2011 قائمة القراءة الأساسية للرعاية الصحيحة: تباين غير مبرر في الرعاية الصحية - مع مقدمة بقلم السير موير جراي ، سبتمبر 2011
- leading Change, Adding value: A framework for nursing, midwifery and care staff  قيادة التغيير وإضافة القيمة: إطار عمل للتمريض والقبالة وطاقم الرعاية
- Compassion in Practice: Nursing, Midwifery and Care staff - our vision and strategy  التراحم في الممارسة: طاقم التمريض والقبالة والرعاية - رؤيتنا واستراتيجيتنا
- Five Year Forward View, NHS  خمس سنوات إلى الأمام ، NHS

## منشورات الأخبار
- The High Cost of Health Care, The New York Times Editorial, Nov. 25, 2007 التكلفة العالية للرعاية الصحية ، افتتاحية نيويورك تايمز ، 25 نوفمبر 2007
- State of the Nation's Health, Maggie Mahar, Dartmouth Medicine, Spring 2007 حالة صحة الأمة ، ماجي ماهار ، طب دارتموث ، ربيع 2007
- Medical Guesswork: From heart surgery to prostate care, the medical industry knows little about which treatments really work, John Carey, Business Week, May 29, 2006 التخمين الطبي: من جراحة القلب إلى رعاية البروستاتا ، لا تعرف الصناعة الطبية سوى القليل عن العلاجات التي تعمل حقًا ، جون كاري ، بيزنس ويك ، 29 مايو 2006
- Less care could help chronically ill, study says, Mary Jo Feldstein, St. Louis Post Dispatch, May 16, 2006 تقول الدراسة ماري جو فيلدشتاين ، سانت لويس بوست ديسباتش ، 16 مايو 2006 ، إن الرعاية الأقل يمكن أن تساعد في الإصابة بأمراض مزمنة.
- Back pain is behind a debate, Julie Appleby, USA Today, October 17, 2006 آلام الظهر وراء النقاش ، جولي أبليبي ، الولايات المتحدة الأمريكية ، 17 أكتوبر 2006
- Clamping down on variation, Michael T. McCue, Managed Healthcare Executive, Feb 1, 2003 تشديد الخناق على التباين ، مايكل تي ماكوي ، المدير التنفيذي للرعاية الصحية المدارة ، 1 فبراير 2003
- Care Varies Widely At Top Medical Centers: Study Finds NYU, UCLA Used More Services Vs. Mayo, UC-San Francisco for Similar Patients, RON WINSLOW, Wall Street Journal, May 16, 2006(الاشتراك مطلوب) تختلف الرعاية على نطاق واسع في أفضل المراكز الطبية: اكتشافات الدراسة في جامعة نيويورك وجامعة كاليفورنيا في لوس أنجلوس تستخدم المزيد من الخدمات مقابل. Mayo ، UC-San Francisco للمرضى المشابهين ، RON WINSLOW ، وول ستريت جورنال ، 16 مايو 2006 (الاشتراك مطلوب)

## المنشورات الأكاديمية
- Fisher, E.S. et al., Variations in the Longitudinal Efficiency of AcademicMedical Centers, Health Affairs, 7 October 2004 فيشر ، إس. وآخرون ، الاختلافات في الكفاءة الطولية للمراكز الطبية الأكاديمية ، الشؤون الصحية ، 7 أكتوبر 2004
- Modifying Unwarranted Variations In Health Care: Shared Decision Making Using Patient Decision Aids: A review of the evidence base for shared decision making, O'Connor, AM et al., Health Affairs, 7 October 2004 تعديل الاختلافات غير المبررة في الرعاية الصحية: اتخاذ القرار المشترك باستخدام مساعدات اتخاذ القرار للمرضى: مراجعة لقاعدة الأدلة لاتخاذ القرار المشترك ، O'Connor ، AM وآخرون ، الشؤون الصحية ، 7 أكتوبر 2004
- Wennberg, JE et al., Use Of Medicare Claims Data To Monitor Provider-Specific Performance Among Patients With Severe Chronic Illness: Analyses of seventy-seven of America's "best hospitals" document extensive variation in the amount of care provided to patients with three common chronic conditions, Health Affairs, Oct. 7, 2004. Wennberg، JE et al. ، استخدام بيانات مطالبات الرعاية الطبية لمراقبة الأداء المحدد لمقدم الخدمة بين المرضى المصابين بمرض مزمن شديد: توثق تحليلات سبعة وسبعين من "أفضل المستشفيات" في أمريكا تباينًا واسعًا في مقدار الرعاية المقدمة للمرضى الذين يعانون من ثلاثة الأمراض المزمنة ، الشؤون الصحية ، 7 أكتوبر 2004.
- Fisher, ES et al., The Implications of Regional Variations in Medicare Spending. Part 1: The Content, Quality, and Accessibility of Care, The Annals of Internal Medicine, 2003; 138: 273-287. Fisher ، ES وآخرون ، الآثار المترتبة على الاختلافات الإقليمية في الإنفاق على الرعاية الصحية. الجزء الأول: محتوى الرعاية وجودتها وإمكانية الوصول إليها ، حوليات الطب الباطني ، 2003 ؛ 138: 273-287.
- Fisher, ES et al., The Implications of Regional Variations in Medicare Spending. Part 2: Health Outcomes and Satisfaction with Care, The Annals of Internal Medicine, 2003; 138: 288-298. Fisher ، ES وآخرون ، الآثار المترتبة على الاختلافات الإقليمية في الإنفاق على الرعاية الصحية. الجزء الثاني: النتائج الصحية والرضا عن الرعاية ، حوليات الطب الباطني ، 2003 ؛ 138: 288-298.
- Wennberg, JE et al., Unwarranted variations in healthcare delivery: implications for academic medical centres, BMJ. 2002 October 26; 325(7370): 961–964. Wennberg، JE et al. ، الاختلافات غير المبررة في تقديم الرعاية الصحية: الآثار المترتبة على المراكز الطبية الأكاديمية ، BMJ. 2002 أكتوبر 26 ؛ 325 (7370): 961-964.
- Wennberg, JE, Geography and the Debate overMedicare Reform, J.E.Wennberg, E.S. Fisher, and J.S. Skinner, HealthAffairs, 13 February 2002. Wennberg ، JE ، الجغرافيا والنقاش حول إصلاح الرعاية الطبية ، J.E.Wennberg ، E.S. فيشر ، وجي إس. سكينر ، HealthAffairs ، ١٣ فبراير ٢٠٠٢
- Wennberg, JE et al., Hospital use and mortality among Medicare beneficiaries in Boston and New Haven. N Engl J Med 1989;321:116873. Wennberg ، وآخرون ، استخدام المستشفى والوفيات بين المستفيدين من برنامج Medicare في بوسطن ونيو هافن. إنجل J ميد 198 ؛ 321: 116873.
- Wennberg, JE at al., Are hospital services rationed in New Haven or overutilized in Boston?, Lancet 1987;i:11858. Wennberg ، JE at al. ، هل يتم تقنين خدمات المستشفيات في نيو هافن أو يتم استخدامها بشكل مفرط في بوسطن ؟، لانسيت 1987 ؛ أنا: 11858.